# لی کیونگ هی
لی کیونگ هی (کره‌ای: 이경희؛ زادهٔ ۲۶ ژوئیه ۱۹۶۹) فیلم‌نامه‌نویس تلویزیونی اهل کره جنوبی است.

## فیلم‌شناسی
- گزیدهٔ فیلم‌شناسی
- شکلات (جی‌تی‌بی‌سی، ۲۰۱۹)[۱]
- عشق بی‌پروا (کی‌بی‌اس۲، ۲۰۱۶)
- روزهای فوق‌العاده (کی‌بی‌اس۲، ۲۰۱۴)[۲]
- مرد بی‌گناه (کی‌بی‌اس۲، ۲۰۱۲)[۳]
- آیا کریسمس برف می‌بارد؟ (اس‌بی‌اس، ۲۰۰۹–۲۰۱۰)[۴][۵][۶]
- متشکرم (ام‌بی‌سی، ۲۰۰۷)[۷]
- عشقی برای کشتن (کی‌بی‌اس۲، ۲۰۰۵)[۸]
- متاسفم، دوستت دارم (کی‌بی‌اس۲، ۲۰۰۴)[۹]
- دراما سیتی «برادر بزرگتر من» (کی‌بی‌اس۲، ۲۰۰۴)
- از نفس افتاده (ام‌بی‌سی، ۲۰۰۳)
- سانگ دو! بیا بریم مدرسه (کی‌بی‌اس۲، ۲۰۰۳)